# دانشگاه پالرمو

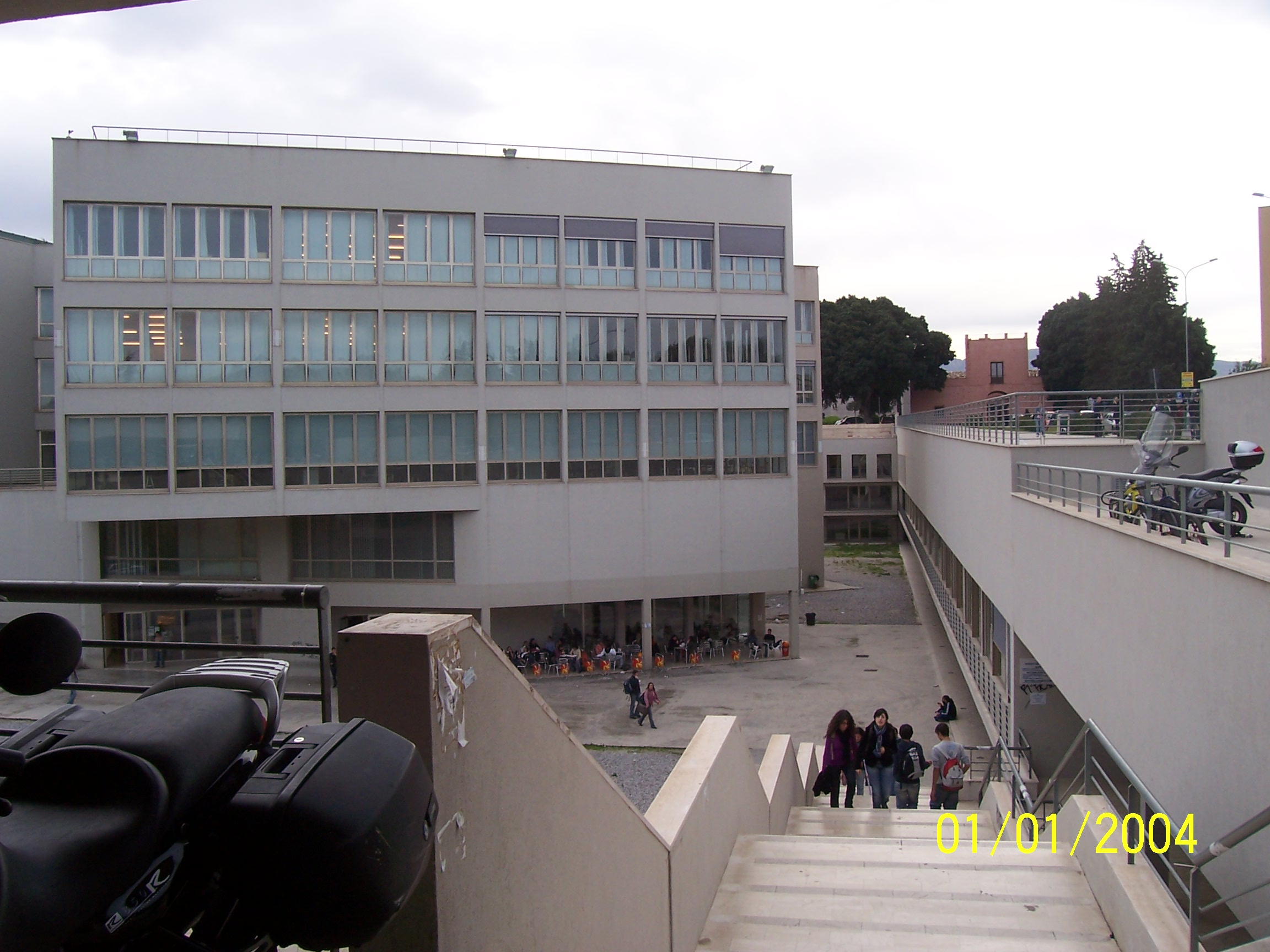
دانشگاه پالرمو (ایتالیایی: Università degli Studi di Palermo) یک دانشگاه واقع در پالرمو ایتالیا است و در سال ۱۸۰۶ تأسیس شده‌است. این دانشگاه دارای ۱۲ دانشکده است و ۴۸٫۳۳۸ دانشجو دارد.